# Energierecht (Österreich)
Das Energierecht ist die Gesamtheit der Rechtsnormen, die die Energiewirtschaft regeln. Im engeren Sinne ist Energierecht das Recht der leitungsgebundenen Energieversorgung mit Strom und Gas, dessen maßgebliche Vorschriften im österreichischen Recht das Elektrizitätswirtschafts- und -organisationsgesetz (ElWOG) (In naher Zukunft, Stand Juli 2024: 
Elektrizitätswirtschaftsgesetz (ElWG)) und das Gaswirtschaftsgesetz (GWG) enthalten.
Ziele des österreichischen Energierechts sind die kostengünstige Versorgung der Allgemeinheit mit Elektrizität und Gas, die Umsetzung der gemeinschaftsrechtlichen Vorgaben und die Erhöhung des Anteils erneuerbarer Energien (§ 3 ElWOG, § 3 Gaswirtschaftsgesetz) sowie die Festlegung gemeinwirtschaftlicher Verpflichtungen der Energieversorger einschließlich entsprechender Ausgleichsregelungen (§§ 3 und 4 ElWOG, §§ 3 und 4 Gaswirtschaftsgesetz). § 3 Gaswirtschaftsgesetz schreibt zudem das Ziel einer umweltverträglichen Gasversorgung fest.
Der österreichische Energiemarkt wies zu Beginn der Liberalisierung, die aufgrund der Vorgabe der Europäischen Union erfolgte, noch einen hohen Grad an monopolistischen und oligopolistischen Strukturen auf. Im Jahr 2000 waren erst 32 % des Strommarktes liberalisiert. Auf Grundlage der RL 2003/54/EG musste jedoch auch in Österreich der Strom, und auf Grundlage der RL 2003/55/EG der Gasmarkt bis zum 1. Juli 2007 für alle Endabnehmer geöffnet werden.
Die Aufteilung (Zersplitterung) des Energierechts in Österreich in Bundesgesetze und Landesgesetze hat die Ursache in der unterschiedlichen Kompetenzgrundlage in der österreichischen Bundesverfassung. Der Bund ist gemäß Art 10 Abs. 1 Zif. 10 und 12 B-VG in Teilbereichen zuständig und in Grundsatzgesetzgebung gemäß Art 12 Zif. 5 B-VG (soweit nicht Art 10 betroffen ist) und hat ein endgültiges Devolutionsrecht nach Art 12 Abs. 3 B-VG. Den Bundesländern obliegen gemäß Art 15 Abs. 1 B-VG alle Angelegenheiten, die nicht ausdrücklich dem Bund zugewiesen sind.